# Das Blaue Heft
Das Blaue Heft war eine Kulturzeitschrift, die von 1919 bis 1921 noch Freie deutsche Bühne hieß. Sie etablierte sich ab 1921 unter dem neuen Namen. Nach einer kurzen Erscheinungspause mit Besitzerwechsel kam die Zeitschrift kurz vor Hitlers Reichskanzlerschaft wieder auf den Markt, wurde von den Nationalsozialisten verboten und nahm die Rolle einer Exilzeitschrift an.

## Geschichte

### Freie deutsche Bühne
Max Epstein gründete 1919 eine wöchentliche, immer samstags erscheinende, Theaterzeitschrift im blauen, verstärkten Umschlag (mit schwarzem Titel- und Inhalts-Aufdruck) und DIN-A-5-Format (auch mit „Achtelbogen“ bzw. „8°“ angegeben) namens Freie deutsche Bühne. Er konnte Emil Lind dazugewinnen und beide führten die Zeitschrift zwei Spielzeiten lang, das heißt der erste Jahrgang setzte am 31. August 1919 ein und endete mit Heft 52 am 22. August 1920; entsprechend erstreckte sich der zweite Jahrgang vom 29. August 1920 bis zum 18. September 1921. Danach schied Lind aus. Auch der Verlag „Freie deutsche Bühne“ wurde aufgegeben.

### EpsteinsBlaues Heft
Epstein benannte nach Linds Ausstieg das Heft aufgrund seiner optischen Aufmachung in Das Blaue Heft um. Die erste Ausgabe unter dem neuen Titel erschien am 1. Oktober 1921 im Oesterheld & Co. Verlag, Berlin. Das Einzelheft kostete 2 Mark (Papiermark), der vierteljährliche Bezug 22 Mark und der jährliche 75 Mark. Eine Erhöhung auf 2,50 Mark für das Einzelheft und 25 bzw. 100 Mark für den längeren Bezug fand noch innerhalb des Jahrgangs statt. Abonnementsbestellungen konnten „durch alle Buchhandlungen, Postanstalten oder direkt beim Verlag“ vorgenommen werden. Der Umfang der im 3. Jahrgang noch wöchentlich erscheinenden Hefte variierte zwischen 24, 28 und 32 Seiten, die jahrgangsweise durchgezählt wurden, also nicht in jedem Heft mit Seite 1 neu begannen. Der 4. und der 5. Jahrgang weisen nur noch Monatshefte aus, deren Umfang leicht über dem der wöchentlichen Ausgaben liegt. Die ersten sieben Hefte des 4. Jahrgangs 1922/23 erschienen im Verlag „Die Weltbühne“, ehe mit dem Verlag „Das Blaue Heft“ in der Berliner Friedrichstraße ein eigener Vertrieb eingerichtet war. Die galoppierende Inflation des Jahres 1923 ließ auch den Heftpreis weit nach oben schnellen. Im 6. Jahrgang wurden die Jahrgangszählung und die Erscheinungsweise der jetzt 50 Pfennig (Reichspfennig) kostenden Hefte umgestellt. Heft 1 erschien am 1. Oktober 1924, das letzte Heft war eine Doppelnummer (23/24), die im September 1925 den Jahrgang abschloss. Der folgende Jahrgang galt nur für den Rest des Jahres 1925 und besteht demzufolge lediglich aus sechs Heften. Von nun an waren die Jahrgänge nicht mehr jahresübergreifend, sondern dem Kalenderjahr angepasst, und es gab am 1. und 15. eines jeden Monats eine neue Ausgabe. Der Einzelpreis hatte sich mit 1 Mark und der Vierteljahrespreis mit 5 Mark stabilisiert. Die Seitenzahl, die nach wie vor von Heft zu Heft fortgeschrieben wurde, lag bei 32 bis 40. Der Geschäftssitz wurde 1928 in die Genthiner Straße verlegt. Der 11. Jahrgang (1929) brach nach Heft 5 vom 2. März 1929 ab.

### UllmannsBlaues Heft

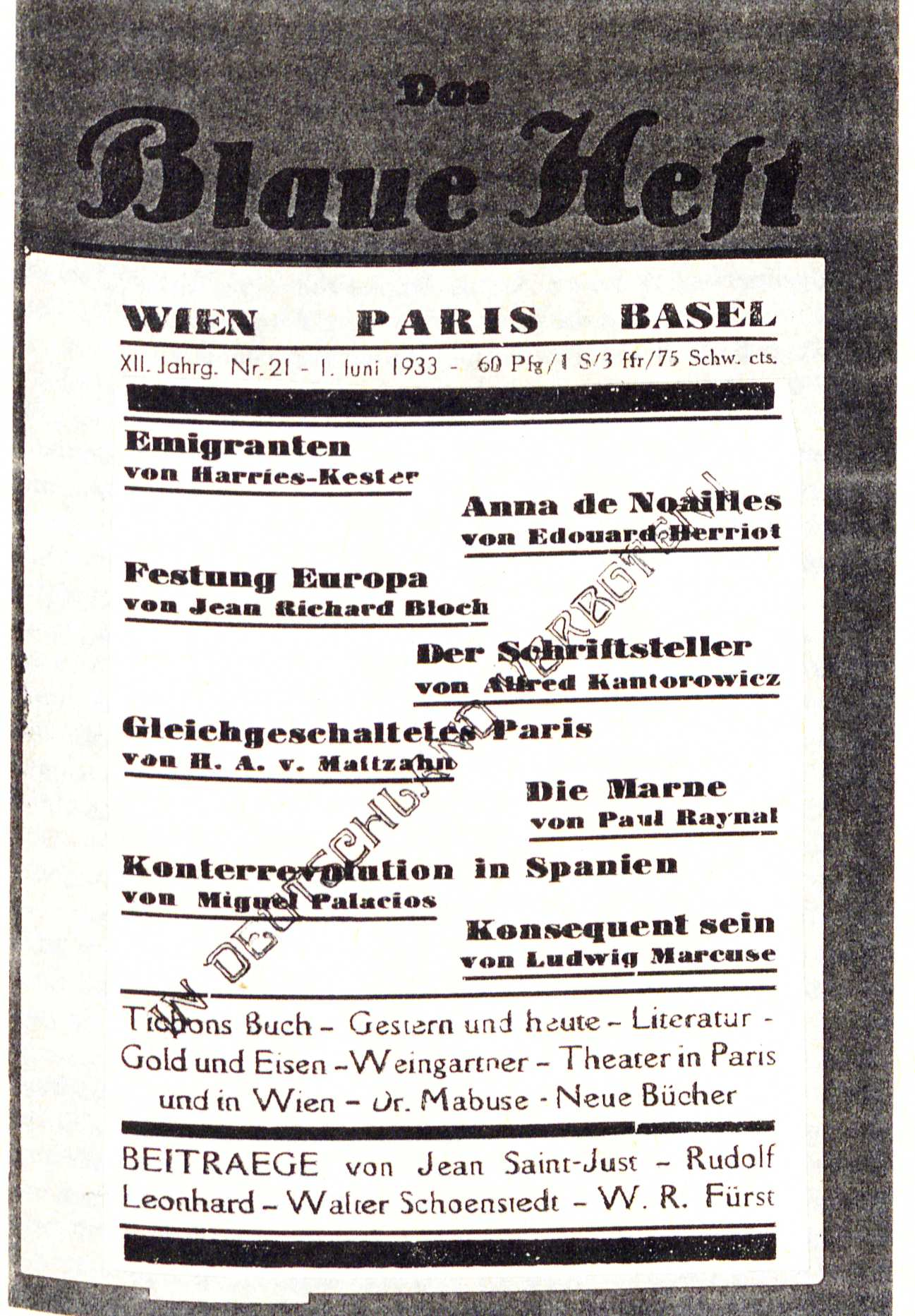
Das Blaue Heft 1. Juni 1933

Im Sommer 1932 kaufte Walter Maria Ullmann das brachliegende Blatt auf und verleibte es seinem ebenfalls aufgekauften Bergis Verlag ein. Der Verlagssitz befand sich in Wien. Da der Druck ab Heft 13 (12.1932/33) in Paris erfolgte, taucht von da an auch Paris als Ortsangabe auf. Zeitweilig wurden auch zusätzlich Stuttgart und Basel angegeben, von wo Mitarbeiter über Theaterinszenierungen berichteten. Das halbmonatliche Veröffentlichungsintervall (jeweils am 1. und 15.) wurde beibehalten, ebenso wie die heftübergreifende Paginierung. Der Jahrgang wurde wieder auf die Saison umgestellt. Der Heftumfang betrug 32 Seiten, der Kaufpreis lag bei 60 Pfennig.
Dass die Nationalsozialisten die Zeitschrift, die die Intention des Gründers fortsetzte, Anfang April 1933 verboten, war unausweichlich. Ullmann fand in dem Intellektuellen Renaud de Jouvenel einen Finanzier und konnte ab Herbst 1933 eine französischsprachige Parallelausgabe (Le Cahier bleu) mit abweichenden Inhalten herausgeben.

## Inhalt

### Freie deutsche Bühne
Lind war es, der die programmatische Richtung vorgab, die unter dem Eindruck des gerade beendeten Ersten Weltkrieges mit seinen Materialschlachten stand. Im Vorwort des ersten Heftes heißt es: „Dieser Krieg war die Probe auf das Exempel: Technik. […] War Armmuskel gegen Geist, Hirn gegen Seele, war eine Sintflut, aus der sich Reste der Kultur retteten. Diese Reste sind der Boden für das neue Wachstum. […] Ein Eckpfeiler der Kultur ist die Kunst, also muß Kunstgefühl gepredigt werden […] als Mittel gegen eine neue Gefahr. Wie wir Sklaven der Technik wurden, weil wir vergaßen, daß alles Werk nur dazu da sei, den Menschen, und nicht, sich über den Menschen zu erheben, so droht jetzt die Sklaverei der Politik. […] Es kann nicht genug Kleinarbeit geleistet werden. Die Wochenschrift ist für die im Erwerb Verketteten Vorschule und Anreiz zu Wissenschaft und Kunst. […] In diesem Sinne soll in dieser Wochenschrift gehandelt werden. Die Kunst im weitesten Sinne sei ihr Reich, das Theater die größte Provinz darin.“ Der Hauptteil der Theaterkritiken wurde von Arthur Eloesser bestritten, der zunehmend – aber so verstand sich die Zeitschrift auch – zum Essayisten avancierte.

### EpsteinsBlaues Heft
Mit der Umbenennung ging eine inhaltliche Neuausrichtung einher, die eigentlich schon in der Freien deutschen Bühne angelegt war, aber eben nicht durch den Titel ausgedrückt wurde. Das Blaue Heft widmete sich den Bereichen Wirtschaft, Politik und Kultur. Diese Themenfelder tauchten jedoch erst später im Titelzusatz (Untertitel) auf, zunächst rutschte der bisherige Haupttitel in den Untertitel.
Neben Eloesser (der im Herbst 1924 aufgrund einer abgelehnten Gehaltserhöhung zur Weltbühne wechselte) schrieben unter anderem Kurt Pinthus theater- und filmbezogene Artikel und Egon Friedell kulturphilosophische und literaturwissenschaftliche Artikel, während sich Roland Schacht auf Kunstbetrachtungen und Filmtheorie verlegte und brisante Meinungen unter dem Pseudonym „Balthasar“ vorbrachte. Letzterer übernahm im Frühjahr 1924 für ein Heft in Vertretung von Epstein die redaktionelle Verantwortung. Außer den Originalbeiträgen wurden auch Werkauszüge abgedruckt. Der hohe Politisierungsgrad der Publikation kam am 22. Oktober 1921 im vierten Jahrgangsheft zum Ausdruck, als ein Aufruf an die Künstlergemeinschaft erfolgte, Veranstaltungen zu initiieren oder Kunstwerke zu spenden und die Erlöse den „zwanzig Millionen Hungernden in Russland“ zugutekommen zu lassen. Es unterzeichneten viele Künstler, darunter Käthe Kollwitz, George Grosz, Tilla Durieux, Paul Zech, Martin Buber, Lu Märten, Erwin Piscator, Wieland Herzfelde, Maximilian Harden, Heinrich Vogeler, Hans Baluschek und Alfons Paquet. Es gab reine Wirtschaftsartikel ebenso wie Verknüpfungen dieses Bereiches mit der Kunst. Beispielsweise untersuchte Epstein einen Monat später ausführlich Die Preise der Theaterkarten.

### UllmannsBlaues Heft
Ullmanns Neuanfang am 1. August 1932 brachte auf Seite 3 einen Auszug aus Heinrich Manns Das öffentliche Leben unter dem Titel Der nächste Krieg und bezog damit sofort gesellschaftspolitisch Position. Der handfesten Warnung vor drohendem Zivilisationsverlust stand allerdings ein obskurer Artikel des Präsidenten des Wiener Parapsychologischen Instituts gegenüber, der unter der Überschrift Hat der Okkultismus Kulturwert? die Auffassung vertrat, dass das Paranormale über der Physik und der Psychologie stehe, da es komplexer sei.
Für eine als „links“ einzustufende Publikation ist bemerkenswert, dass die Machtübernahme Hitlers nicht als der epochale Einschnitt verstanden wurde, den man aus heutiger Sicht von den Autoren erwarten würde. Ein Grund dafür ist die politisch turbulente Phase am Ende der Weimarer Republik, an die man sich gewissermaßen gewöhnt hatte. Des Weiteren war Das Blaue Heft kein aus Protest oder Verfolgungsnot geborenes Sprachrohr, sondern ein etabliertes Periodikum. Der 31. Januar 1933 wurde nicht thematisiert und noch am 1. März verwendete Rudolf Leonhard die Formulierung „die Nationalsozialisten in der gegenwärtigen Regierung“ als sei dies eine Selbstverständlichkeit. Buchrezensionen und Aufführungskritiken wurden auch lange nach dem Datum der Machtübergabe in der gewohnten Form gedruckt, ohne auf die Gefährdung der Künstler einzugehen. Bis zur ersten Mai-Ausgabe dauerte der Prozess des Begreifens, welche Auswirkungen die staatstragende Ideologie haben würde. Von diesem Zeitpunkt an war Das Blaue Heft erklärtermaßen das Informationsforum für Emigranten, insbesondere der Markt der Meinungen für die aus Deutschland geflüchteten Schriftsteller. Zu den Mitarbeitern gehörten unter anderem: Julius Barasch, Max Barth, Günter Dallmann, Alfred Kantorowicz, Egon Erwin Kisch, Rudolf Leonhard, Hans Adalbert von Maltzahn und Maximilian Scheer.
Das Blaue Heft war eher zufällig zur ersten Exilzeitschrift geworden und in ihr ließen die Beiträger ihren Emotionen freien Lauf, beschuldigten mal die KPD versagt zu haben, mal die SPD; hier wurden die Intellektuellen bedauert, dort ihnen eine Mitschuld zugewiesen; mal wurde leidenschaftlich die Rückeroberung der Heimat als Ziel ausgegeben, das andere Mal die Assimilierung an die neue Lebensumwelt. Herausgeber Ullmann griff nicht ein, gab keine redaktionelle Linie vor, prägte keine geschlossene Haltung. Die große Offenheit hatte ihren Vorteil, denn Das Blaue Heft lief der Neuen Weltbühne wegen ihrer „sektiererischen Enge“ bald den Rang ab. Im Herbst 1933 deutete sich dann doch eine gemeinsame Richtung an: Die Aufsätze appellierten im Tenor an den Zusammenhalt aller Antifaschisten und beschworen eine konstruktive Gegenwehr. Mit Ullmanns Flucht aus Paris vor einer polizeilichen Untersuchung seiner Finanztransaktionen Anfang 1934 war das völlig unerwartete Aus für Das Blaue Heft besiegelt, aber angesichts des mittlerweile breiten Spektrums der Exilpresse war der Verlust zu verschmerzen.